# 奈良氏
奈良氏（ならし）は、武蔵国出自の、東国武士団氏族のひとつである。

## 出自
成田氏系図によると奈良氏は、成田氏の初代、成田太夫助隆の三男が、奈良の地に領地を得て、奈良三郎高長を名乗ったことに始まるとされる。
ちなみに成田氏系図によれば、次男は別府の地を得て別府氏を、四男は玉井の地を得て玉井氏を名乗っている記述から、奈良の地とは、武蔵国幡羅郡の奈良郷（現埼玉県熊谷市奈良地区）に比定される。
熊谷市上奈良の妙音寺（熊谷市上奈良702）には、後代の建立ではあるが、奈良氏初代とされる「奈良三郎の墓」（熊谷市指定記念物）が現存している。時代は平安末期、東国武士団の勃興期である。
奈良氏についての記録では、1156年の保元の乱を描いた保元物語で他の成田氏の一族らとともに、源義朝の家臣としての活動が見られる。またその後の鎌倉期には、吾妻鏡の中で、源頼朝の奥州遠征勝利の凱旋上洛、および再上洛時の記述、更にその後の承久の乱での宇治川合戦後の記述などに、鎌倉御家人として、奈良氏の一族の名前が散見される。

## 歴史
鎌倉期、源頼朝の奥州征伐に従軍し、その恩賞として、鹿角由来記によれば、成田氏、安保氏、秋元氏とともに奈良氏は、陸奥国の鹿角郡に領地を得て、鹿角四頭として入植した。鹿角奈良氏の惣領家は、大湯の地（現秋田県鹿角市十和田大湯）を領地として、大湯氏を名乗った。
承久の乱後に、三河国細川郷（現愛知県岡崎市）に領地を得た細川氏に付き従って入植した奈良氏の一族は、南北朝期に入ると細川氏の台頭とともに、細川家の重臣として、その名前が歴史に見えるようになる。
細川頼之の代には、奈良太郎が、讃岐国鵜足津（現香川県宇多津町）に領地（聖通寺城）を得ている。
次の細川頼元の代に奈良氏は、摂津国守護代として、奈良五郎左衛門入道俊阿の名前が見え、摂津国の垂水荘（現大阪府豊中市・吹田市の一部）にも領地を得ている。
その後の応仁期、細川勝元の代には奈良元安が現れ、細川家四天王のひとりとして、讃岐国鵜足津郡と那珂郡に領地を保持している。
しかし戦国期に入ると、細川氏の衰退に伴い、讃岐奈良氏も徐々に衰え、1580年頃の長曾我部元親の讃岐進攻により、遂に滅ぼされてしまうが、摂津垂水荘に逃れていた奈良氏子孫は、豊臣秀吉の四国統一後に、讃岐へ帰還したと伝えられる。
また、戦国期まで命脈を保って来た奥州鹿角の奈良氏一族（大湯氏等）は、1591年の九戸政実の乱に於いて、九戸方として参戦したが豊臣秀吉の奥州仕置き軍に敗れ、大湯四郎左衛門次は首謀者一味として、栗原郡三迫の地で処刑された。この時、豊臣方（南部氏側）の仕置を恐れた鹿角奈良氏の一族は、鹿角の地を離れ、津軽・秋田方面に逃れて生き延びたとされる。
弘前藩では、明治5年の廃藩置県の際に提出された弘前藩由緒書きには、16名もの奈良姓藩士の名前が見える。その子孫に歌手の奈良光枝や画家の奈良美智がいる。
発祥の地である武蔵国に残った奈良氏一族については、室町期には、上杉家家臣であった成田氏の家臣として、永正7年（1510年）の権現山城の合戦に参陣した、奈良六郎の名前が見える。
しかしその後の成田記によれば、永正14年（1517年）武蔵国の奈良氏惣領家は、同族である成田氏、別府氏、玉井氏らによって攻められ、滅ぼされたとされる。しかしその後の戦国期、成田氏長の家臣団名簿には、奈良氏の一族とみられる奈良下野の名前が見えている。